# Império de Petrópolis
O Grêmio Recreativo Escola de Samba Império de Petrópolis é uma escola de samba brasileira do município de Petrópolis, sendo a primeira da Região Serrana a participar do Carnaval Carioca.
Desfilou pela primeira vez no sábado pós-Carnaval, na Estrada Intendente Magalhães, pelo grupo de avaliação do Carnaval do Rio, apresentando um enredo sobre a cerveja.

## Segmentos

### Presidentes
| Nome                | Mandato             | Ref.        |
| ------------------- | ------------------- | ----------- |
| Ivo Mendes da Silva | Fundação-atualmente | [ 2 ] [ 3 ] |

### Diretores
| Ano  | Diretor de Carnaval               | Diretor geral de harmonia | Mestre de bateria                 | Ref.  |
| ---- | --------------------------------- | ------------------------- | --------------------------------- | ----- |
| 2020 | Iverson Frederico Mendes da Silva | Lucas Carvalho            | Marquinhos, Luiz Carlos e Kalango | [ 3 ] |

### Comissão de frente
| Período | Coreógrafo(a)    | Referência |
| ------- | ---------------- | ---------- |
| 2020    | Adílson Lourenço | [ 3 ]      |

### Casal de mestre-sala e porta-bandeira
| Nome | Período                      | Referência |
| ---- | ---------------------------- | ---------- |
| 2020 | Wagner Lobo e Brunna Camilla | [ 3 ]      |

### Corte de bateria
| Período | Rainha          | Musa             | Ref.  |
| ------- | --------------- | ---------------- | ----- |
| 2020    | Débora de Souza | Camilla Santanna | [ 3 ] |

### Intérpretes
| Período | Intérprete oficial                   | Ref.  |
| ------- | ------------------------------------ | ----- |
| 2020    | Nardo Simpatia e Clebinho da Portela | [ 3 ] |

## Carnavais
| Ano | Colocação | Grupo | Enredo | Carnavalesco | Ref.        |
| --- | --- | --- | --- | --- | ----------- |
| 2020 | 6º lugar | Grupo de Avaliação (quinta divisão)                                                                                   | Cerveja: De pão líquido à paixão nacional Compositores: Jéferson Lima, Wilson Bizzar, Tuninho Professor, Ruth Lehmann Labre, Arnaldo Rippel, Franco Cava e Paulinho do Cacique | Laerte Gulini | [ 3 ] [ 4 ] |
| Inicialmente adiados para o mês de julho, os desfiles do Carnaval 2021 foram cancelados devido a pandemia de Covid-19 | Inicialmente adiados para o mês de julho, os desfiles do Carnaval 2021 foram cancelados devido a pandemia de Covid-19 | Inicialmente adiados para o mês de julho, os desfiles do Carnaval 2021 foram cancelados devido a pandemia de Covid-19 | Inicialmente adiados para o mês de julho, os desfiles do Carnaval 2021 foram cancelados devido a pandemia de Covid-19                                                          | Inicialmente adiados para o mês de julho, os desfiles do Carnaval 2021 foram cancelados devido a pandemia de Covid-19 | [ 5 ]       |
| 2022 | Não desfilou | Série Bronze (quarta divisão)                                                                                         | A Majestade do Samba e o Reizinho de Madureira, orgulhosamente apresentam: Num Conto de areia do bumbum paticumbum, prugurundum… quem tem padrinhos não morre pagão            | Alexandre Gonçalves, Pauline Abreu, Silvia Trotta e Uilber Guarinho                                                   | [ 6 ]       |
| 2023 | Não desfilou | Série Bronze (quarta divisão)                                                                                         | Era uma vez... Um palácio nas alturas Compositores: Arnaldo Rippel, Jorge Goulart, Leandro Thomaz, Thiago Portela e Tuninho Professor                                          | Comissão de Carnaval                                                                                                  | [ 7 ]       |